# مي تاكاهاشي
مي تاكاهاشي (بالكانا:いわいどう せいこ) هي ممثلة يابانية، ولدت في 1984 في اليابان.

## وصلات خارجية
- مي تاكاهاشي على موقع IMDb (الإنجليزية)
- مي تاكاهاشي على موقع ألو سيني (الفرنسية)
- مي تاكاهاشي على موقع أول موفي (الإنجليزية)
- مي تاكاهاشي على موقع قاعدة بيانات الفيلم (الإنجليزية)
- مي تاكاهاشي على موقع كينوبويسك (الروسية)